# Bruksdammen, Södermanland
Bruksdammen är en sjö i Flens kommun och Katrineholms kommun i Södermanland och ingår i Nyköpingsåns huvudavrinningsområde. Sjön har en area på 0,366 kvadratkilometer och ligger 66,2 meter över havet. Sjön avvattnas av vattendraget Hedenlundaån.

## Delavrinningsområde
Bruksdammen ingår i det delavrinningsområde (656042-153699) som SMHI kallar för Utloppet av Bruksdammen. Medelhöjden är 76 meter över havet och ytan är 5,8 kvadratkilometer. Räknas de 6 avrinningsområdena uppströms in blir den ackumulerade arean 25,5 kvadratkilometer. Hedenlundaån som avvattnar avrinningsområdet har biflödesordning 3, vilket innebär att vattnet flödar genom totalt 3 vattendrag innan det når havet efter 87 kilometer. Avrinningsområdet består mestadels av skog (87 procent). Avrinningsområdet har 0,33 kvadratkilometer vattenytor vilket ger det en sjöprocent på 5,8 procent. Bebyggelsen i området täcker en yta av 0,43 kvadratkilometer eller 7 procent av avrinningsområdet.